# 준 게일

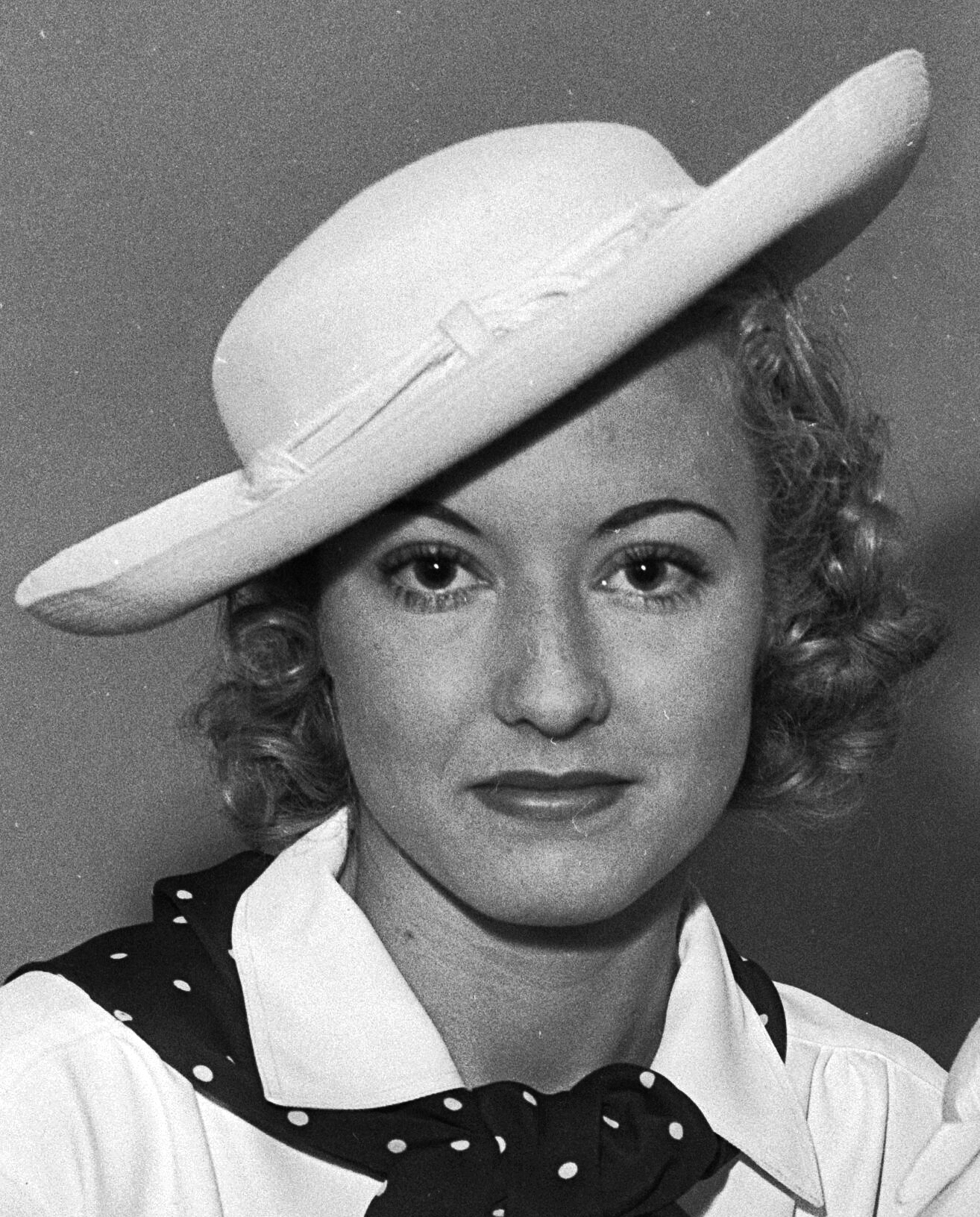

준 게일(June Gale, 1911년 7월 6일 ~ 1996년 11월 13일)은 미국의 배우, 영화배우, 연극 배우이다.
샌프란시스코에서 태어났으며 로스앤젤레스에서 사망하였다. 사인은 폐렴이다.

## 영화
- 마이 럭키 스타 (1938년)
- 포맨 앤 프레어 (1938년)
- 유 캔트 해브 에브리씽 (1937년)
- 온 더 에비뉴 (1937년)
- 씬 아이스 (1937년)
- 원 인 어 밀리언 (1936년)
- 로마 스캔달 (1933년)